# Pierre de Bénouville
Pierre de Bénouville, francoski general, * 1914, † 2001.